# Dummy Lake
Dummy Lake är en sjö i Kanada.   Den ligger i Kenora District och provinsen Ontario, i den sydöstra delen av landet, 1 500 km väster om huvudstaden Ottawa. Dummy Lake ligger 355 meter över havet. Arean är 1,1 kvadratkilometer. Den sträcker sig 1,9 kilometer i nord-sydlig riktning, och 1,8 kilometer i öst-västlig riktning.
I omgivningarna runt Dummy Lake växer i huvudsak blandskog. Trakten runt Dummy Lake är nära nog obefolkad, med mindre än två invånare per kvadratkilometer.